# Metagrion
Metagrion – rodzaj ważek z rodziny Argiolestidae.

## Zasięg występowania
Rodzaj obejmuje gatunki występujące endemicznie na Nowej Gwinei i sąsiednich wyspach, w tym Nowej Brytanii, Nowej Irlandii i Waigeo; zasięg występowania gatunków leży w obrębie Papui-Nowej Gwinei i Indonezji.

## Systematyka
Rodzaj ten wprowadził w 1913 roku amerykański entomolog Philip Powell Calvert na łamach „Proceedings of the Academy of Natural Sciences of Philadelphia”. Na gatunek typowy wyznaczył Argiolestes postnodalis; nie wymienił żadnych innych gatunków, choć wspomniał, że rodzaj stanowi grupę „1A” z publikacji Selysa z 1886 roku. Calvert nie przebadał żadnych okazów ani nie zamieścił osobnego opisu rodzaju, ale umieścił go w opartym na użyłkowaniu skrzydeł kluczu do oznaczania gatunków z legionu Podagrion. Ris (1915) podał w wątpliwość ważność tego rodzaju, a Lieftinck (1935) zbadał okazy i wykazał, że główna cecha, na podstawie której wyodrębniono ten rodzaj z Argiolestes, różniła się w obrębie przebadanych okazów. Odtąd takson ten był uznawany za synonim Argiolestes. W 2013 roku Kalkman i Theischinger, przy okazji rewizji rodziny Argiolestidae wydzielonej przez nich z Megapodagrionidae, przywrócili rodzaj Metagrion i na nowo go zdefiniowali. Autorzy ci zaliczyli do Metagrion 18 gatunków, od tamtej pory opisano 5 kolejnych.

### Etymologia
Metagrion: gr. meta „obok, w towarzystwie, pomiędzy, w środku, za, poza, później”; rodzaj Agrion (obecnie nieuznawany), agr- – łac. ager, w dopełniaczu agri „pole” < gr. agros „pole”.

### Podział systematyczny
Do rodzaju należą następujące gatunki:

- Metagrion annehueberae Kalkman & Richards, 2023
- Metagrion aurantiacum (Ris, 1898)
- Metagrion coartans (Lieftinck, 1956)
- Metagrion connectens (Lieftinck, 1956)
- Metagrion convergens (Lieftinck, 1949)
- Metagrion fontinale (Lieftinck, 1956)
- Metagrion fornicatum (Theischinger & Richards, 2007)
- Metagrion furcatum Kalkman & Richards, 2023
- Metagrion indentatum (Theischinger & Richards, 2006)
- Metagrion lamprostomum (Lieftinck, 1949)
- Metagrion lopaui Kalkman & Richards, 2023
- Metagrion montivagans (Förster, 1900)
- Metagrion ochrostomum (Lieftinck, 1949)
- Metagrion ornatum (Selys, 1878)
- Metagrion pectitum (Lieftinck, 1949)
- Metagrion postnodale (Selys, 1878)
- Metagrion pseudolamprostoma Kalkman & Richards, 2023
- Metagrion sponsus (Lieftinck, 1956)
- Metagrion subornatum (Lieftinck, 1949)
- Metagrion toxopeus Kalkman & Richards, 2023
- Metagrion trigonale (Theischinger & Richards, 2008)
- Metagrion triste (Lieftinck, 1935)
- Metagrion verrucatum (Michalski & Oppel, 2010)